# Volksstimme (Köln)
Die Volksstimme (Untertitel: „Zeitung für Frieden, Einheit und Demokratie“) war von 1946 bis 1956 das öffentlichkeitswirksamste, publizistische Instrument der Kommunistischen Partei Deutschlands (KPD) im Raum Köln und Aachen.

## Geschichte
Sie erschien erstmals am 4. März 1946 mit einer Startauflage von 146.000 Exemplaren. Damit 1946 eine Zeitung überhaupt erscheinen konnte, bedurfte es einer Zulassung (Lizenz) durch die jeweilige alliierte Militärbehörde. Im März 1946 erhielt die KPD die Lizenz für die Zeitungen Freiheit in Düsseldorf und die Volksstimme in Köln. Durch die Lizenz war eine jede Zeitung an bestimmte von der Militärbehörde vorgegebene Lizenzbestimmungen gebunden. So achtete die britische Militärregierung z. B. strikt darauf, dass die KPD-Zeitungen ihre Parteinähe nicht allzu deutlich dokumentieren. Auch wenn es exakt den Lizenzierungsbestimmungen entsprach, so hinderte dies die Besatzungsbehörden nicht daran, mit Wirkung vom 1. August 1946 die Auflage der Kölner Volksstimme und drei weiterer KPD-Zeitungen in Nordrhein-Westfalen drastisch zu senken. So schrieb die britische Presse-Kontrollabteilung im August 1946 an das Westdeutsche Volks-Echo (Dortmund): „Wir haben die Neigung bemerkt, zu viele Parteinachrichten zu bringen, indem sie politische Propaganda auf der ersten Seite veröffentlichen.“ Ein Artikel in der Volksstimme vom April 1948 kritisierte lediglich die neue, vom DGB der britischen Zone eingeführte Wahlordnung. Als Folge wird die Volksstimme deshalb von der Militärregierung vom 2. Mai 1948 bis zum 2. Juni 1948 verboten. Im August 1950 wurden mit einem Schlag folgende kommunistische Tageszeitungen für drei Monate verboten: Das Zentralorgan Freies Volk (Düsseldorf), die Hamburger Volkszeitung, die Neue Volkszeitung (Dortmund), die Niedersächsische Volksstimme (Hannover), die Südbayerische Volkszeitung (München), Unser Tag (Freiburg), das Volksecho (Detmold), und die Volksstimme (Köln). Die Zeitung erschien bis zu ihrem Verbot am 17. August 1956.
Die Zeitung hatte für den Raum Aachen einen Lokalteil mit der Überschrift „Aachen, Wurm, Rur“. Die darunter befindlichen Artikel dokumentieren die Aktivitäten der KPD in den Kreisen Aachen, Düren und Jülich.

## Redaktion
Lizenzträger der Volksstimme waren seit dem Frühjahr 1946 Kurt Bachmann (späterer DKP-Vorsitzender) und der erste Chefredakteur Ismar Heilborn. Heilborn war bereits von 1931 bis Ende Februar 1933 Redakteur, dann letzter Chefredakteur der KPD-Tageszeitung Sozialistische Republik in Köln, gewesen. Stellvertretender Chefredakteur war 1946 Joseph Schleifstein.
In Aachen, Horngasse 11, gab es 1956 eine Lokalredaktion. Verantwortlich für den Inhalt der Lokalseite war Otto Mark, Düren, Uhlandstraße.

## Verlag
Als Lizenzzeitung wurde die Volksstimme anfangs bei M. DuMont Schauberg in Köln gedruckt; ihre Redaktion befand sich im stark zerstörten DuMont Schaubergschen Pressehaus in der Breiten Straße.
1956 erfolgte der Verlag der Volksstimme durch die COLONIA-Verlag GmbH Köln, Friesenwall 29. Der Druck erfolgte 1956 in der Rheinisch-westfälischen Volksdruckerei in Düsseldorf.

## Mitarbeiter
Verantwortlich für den Inhalt (außer Lokales) war 1956 Kurt Kühn.

## Archive
Exemplare der Volksstimme sind im Stadtarchiv Eschweiler komplett vorhanden (Jg. 1946 bis 1956), beginnend mit der Ausgabe vom 4. März 1946 und endend mit der Ausgabe vom 17. August 1956. Die Jahrgänge 1946 bis 1951 der Volksstimme liegen in digitalisierter Form vor.
Im Zeitungsbestand des Kreisarchivs im Rhein-Erft-Kreis befinden sich Exemplare der Kölner Ausgabe der Volksstimme von 1946–1955.